# Bilal Hasna
Bilal Hasna, född 1999 i London, är en brittisk skådespelare.
Hasna har bland annat medverkat i TV-serien Extraordinary. Han har även medverkat i filmen Sagan om ringen: Striden vid Rohan.

## Filmografi (i urval)
- 2023 – Extraordinary (TV-serie)
- 2024 – Sagan om ringen: Striden vid Rohan
- 2024 – The Agency (TV-serie)
- 2024 – Layla (film)